# Hermetisme
Hermetisme (fra italiensk ermetismo) litt.: nyere italiensk retning, især i lyrik, der i tilslutning til bl.a. fransk symbolisme tilstræber en flertydig, magisk og dunkel digtning. Man regner nobelpristageren Salvatore Quasimodo for at tilhøre denne retning.
I forbindelse med den  esoteriske mystik, får ordet hermetisk, som også betyder lufttæt, lukket, utilgængelig eller vanskeligt forståelig, en anden betydning. Hermetisk (latin hermeticus, som stammer fra den sengræske betydning Hermes Trismegistos, som var gud og budbringer, hvor Hermes har relation til den egyptiske gud Thot, alkymiens grundlægger.
Af ordet hermetik afledes betydningen "konserves", og af tillægsordet hermetisk afledes betydningen "fuldstændigt tæt".
En af de vigtigste bøger inden for hermetisme er Corpus Hermeticum, som siges at være overlevering fra Hermes Trismegistos, som er en sammensmeltning af  guden Hermes og guden Thot. Teksterne blev første oversat til latin af Marsilio Ficino (1433–1499).
Derudover har bl.a. Franz Bardon skrevet en række bøger 